# 網屋信介
網屋 信介（あみや しんすけ、1957年10月3日 - ）は、日本の政治家、実業家。元アジア開発キャピタル代表取締役社長、元衆議院議員、元メリルリンチ日本証券取締副会長兼投資銀行本部会長、財務大臣政務官（野田第3次改造内閣）、政府税制調査会事務局長などを務めた。

## 来歴
鹿児島県鹿屋市生まれ。鹿児島県立鹿屋高等学校を経て、一橋大学法学部卒業。1981年、山一證券に入社。1985年山一インターナショナル（ロンドン）に出向後、1986年にモルガン・スタンレー・インターナショナル・リミテッド（現モルガン・スタンレー証券）に入社後、1992年エス・ジーウォーバーグ証券（現UBS 証券）に転職。
1993年、鹿屋市長選挙に無所属で出馬したが、元鹿屋市助役の浅井隼人に敗れ、落選。1994年、メリルリンチ証券（現メリルリンチ日本証券）に入社し、金融法人本部長、投資銀行本部長を経て、取締役副会長・投資銀行部門会長に就任。2006年5月からニッシン（現NISグループ）特別顧問を務め、代表取締役社長や取締役副会長・執行役員を歴任。米国ファンドTPGからの出資決定後、退職。
2009年、第45回衆議院議員総選挙に民主党公認で鹿児島5区から出馬。鹿児島5区では自由民主党前職の森山裕に敗れたが、重複立候補していた比例九州ブロックで復活し、初当選。財務金融委員会、農水委員会、災害特別委員会委員及び憲法審査会委員を務める。
2010年9月、民主党政権の目玉であった、特別会計見直しの「仕分け人」として、財務省・経産省関連の特別会計見直しプロジェクトに参加。
2012年4月、衆議院財務金融委員会の理事に就任。
2012年6月、首相の野田佳彦が推進する、消費税増税を含む社会保障・税一体改革関連法案の採決で造反し、民主党鹿児島県連代表を辞任した川内博史に代わり、県連代表に就任。
同年10月2日、野田第3次改造内閣で財務大臣政務官及び政府税制調査会事務局長に就任。
同年12月16日の第46回衆議院議員総選挙では神奈川18区に国替えして出馬したが、3位で落選。
2013年、株式会社エス・エー・コンサルティング設立、同社代表取締役に就任。了徳寺大学客員教授兼講師。
2016年、アジア開発キャピタル株式会社代表取締役社長に就任。
2021年1月　同社辞任。
2021年8月　アイ・ティー・エスジャパン株式会社代表取締役社長に就任。

## 人物
- 父・網屋政春は鹿児島県議会議員を務めた。
- 同郷のよしみで、落語家の桂竹丸後援会の会長を務めている[2]。

## 所属していた団体・議員連盟
- みんなで靖国神社に参拝する国会議員の会
- 公認会計士制度推進WT 事務局長
- 改正貸金業検討WT事務局長
- 犬猫殺処分を禁止する議員連盟